# San José Acatempa
San José Acatempa es un municipio del departamento de Jutiapa de la región sur-oriental del país de Guatemala.

## Antecedentes históricos
Se dice que los primeros habitantes del municipio fueron los descendientes de las personas que se dedicaban a la piratería ya que el color de la piel de los primeros habitantes era blanca y sus ojos eran claros. Dicen que su descendencia proviene de Hungría y luego se mezclarían con los españoles que gobernaron todo el país. En el siglo XVIII el municipio se llamaba el "El Valle de Lazacualpa" en la época colonial. No existe una fecha específica que demuestre la fundación oficial del municipio, pero por el decreto del 9 de mayo de 1854, San José Acatempa formó parte del departamento de Santa Rosa con el nombre de Azacultepa. El 22 de marzo de 1941 se declaró municipio oficial de Jutiapa bajo el gobierno del general Jorge Ubico cambiando de nombre a San José Acatempa.

## Ubicación
Se encuentra entre límite del departamento de Jutiapa y al sur del departamento de Santa Rosa y es uno de los municipios más cercanos a la ciudad capital con 86 kilómetros de distancia y está a 34 kilómetros de la cabecera departamental. Se localiza entre el norte del municipio de Jalpatagua, al sur del municipio de Casillas del departamento de Santa Rosa, al este de los municipios de Cuilapa y Oratorio del departamento de Santa Rosa y a oeste de Quesada.

## División territorial
Es uno de los municipios que menos aldeas tiene debido a su escasa extensión territorial, pero tiene una gran variedad de corrientes de agua, como riachuelos, quebradas y ríos, ya que tiene una zona de vida natural muy abundante. También tiene cerros en sus elevadas tierras a nivel del mar. Contiene 11 aldeas, 8 caseríos de los cuales uno está extinto conocido como El Carrizo, 40 corrientes de agua y 11 cerros que son:

### Aldeas
1. Llano Grande
2. La Carretera
3. El Carpintero
4. El Copante
5. Calderas
6. La Ceibita
7. Tunillas
8. Delicias
9. El Cujito
10. El Pericón
11. El Tablón

### Caseríos
1. La Cruz
2. Los Llanitos
3. El Llano
4. Quebrada Verde
5. El Valle Abajo
6. Monte Redondo
7. Monte Rico
8. Las Vegas
9. El Jute
10. El chapernal

### Cerros
1. Cerro Nayes
2. Cerro Quedepeque
3. Cerro Alto
4. Cerro Los Indios
5. Cerro El Coyolar
6. Cerro Santa Anita
7. Cerro La Simona
8. Cerro El Gorrión
9. Cerro Huehuetepe o Huetepe
10. Cerro Las Minas
11. Cerro La Torre

### Corrientes de agua
Tiene un total de 40 corrientes de agua que se dividen en 9 ríos, 29 quebradas y 2 riachuelos que son:

#### Ríos
Los ríos son la fuente más importante que tiene el municipio para sus cultivos, entre sus más importantes están el río Naranjo río Blanco, río Grande, río El Ingenio, río El Jute.

#### Quebradas
Hay una gran variedad de quebradas que solo se pueden mencionar las más importantes que son Quebrada Verde que nace del río Grande, Quebrada Zarca que desemboca del río Grande, Quebrada Seca que se une al río el Ingenio, El Magüey, etc.

#### Riachuelos
Existen dos riachuelos que provienen de los demás ríos que son riachuelo El Salto y El Rincón.

## Comercio
El comercio lo ocupa la agricultura, la producción pecuaria, la artesanía y entre la producción se encuentra una gran fuente de economía del municipio.

### Agricultura
El 80% del territorio lo ocupa la agricultura y es por eso que es uno de los municipios más importantes en lo que es la cosecha. Entre los cultivos más importantes están el maíz, frijol, café, maicillo, patatas y arroz.

### Producción pecuaria
Los pobladores acostumbran a criar animales de corral así adquiriendo productos lácteos, carnes, huevos y muchas cosas. Entre sus ganados están el ganado vacuno, equino,  bovino, porcino y aviar.

### Artesanía
También es un municipio en donde la artesanía es una fuente económica muy sobresaliente, sobre todo al venderlos a otros municipios que no acostumbran a crear objetos artesanos. Entre sus objetos artesanos están la cerámica, muebles de madera, ladrillo y teja de barro.